# João Garcia de Guilhade
João Garcia de Guilhade foi um trovador português, nascido em Milhazes, concelho de Barcelos. Desenvolveu a sua arte poética em meados do século XIII.
Apesar de ser reconhecida a sua capacidade e mestria poética, muita da sua produção tem um carácter brejeiro. É autor de poemas mordazes e célebres, como «Ai Dona fea, fostes-vos queixar», e coube-lhe introduzir o tema dos «olhos verdes» na lírica portuguesa, com «Amigos, non poss'eu negar».
As Inquirições de Afonso III assinalam-no em Viatodos. Frequentou sem dúvida a Casa dos Correias na freguesia vizinha de Monte de Fralães, como aliás aceita Costa Lopes, o seu mais autorizado biógrafo.

## Biografia
A referência mais antiga de João Garcia de Guilhade, trovador galego-português, é um documento, datado de 1239, no qual ele testemunha uma doação feita à Sé do Porto por Elvira Gonçalves de Toronho, na época já viúva do magnate e também trovador Garcia Mendes II de Sousa. Este fato faz com que diversos pesquisadores acreditem que João Garcia era um dos cavaleiros ao serviço da importante linhagem dos Sousa, o que parece, de resto, confirmar-se pelo fato de o seu nome surgir, nas Inquirições de 1258, ao lado do conde e trovador Gonçalo Garcia de Sousa, filho de  Garcia Mendes e Elvira Gonçalves.
Pelas suas composições se depreende que teria frequentado a corte castelhana de D. Afonso III, e permaneceu alguns anos na corte de Afonso X de Leão e Castela, acompanhando talvez o percurso inicial de Gonçalo Garcia, ou mesmo do seu irmão, Fernão Garcia de Sousa.
Em meados do século, João retornou a Portugal, provavelmente a Faria, perto  Milhazes, onde criou os seus filhos e local onde se encontram duas de suas composições. Está ainda documentado aí em 1270, confirmando o testamento de um Lourenço Martins, marido de Sancha Pires de Guilhade, provavelmente sua familiar. O seu nome vem ainda referido nas O nome João de Guilhade é ainda referido nas Inquirições de 1288, a propósito da criação de um seu filho em S. Salvador de Fornelos. Não sabemos se ainda estaria vivo nesse ano, mas, a ser esse o caso, teria já certamente uma idade avançada.

## Obra

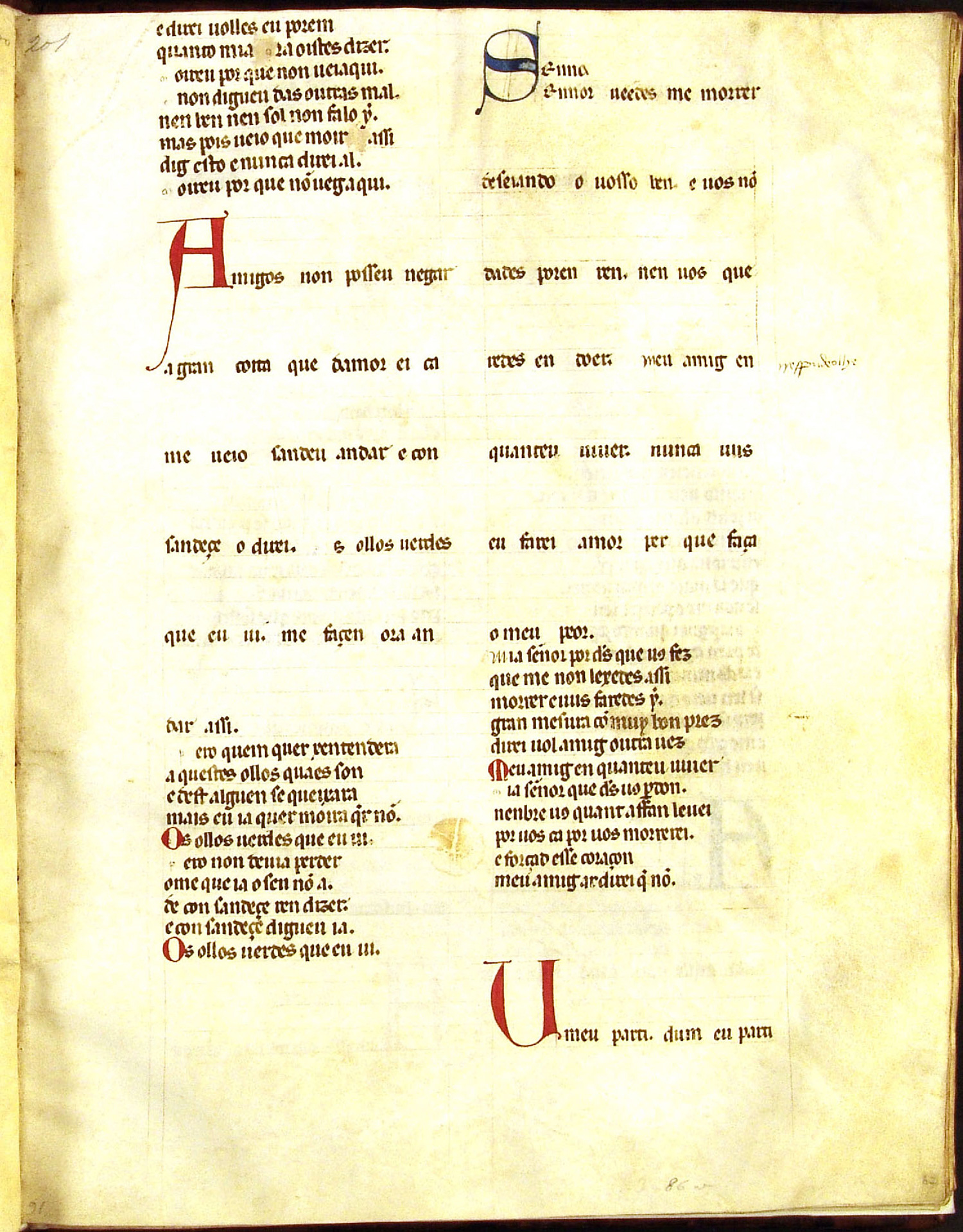
Fólio do Cancioneiro da Ajuda, que integra as cantigas Que muitos me preguntarám, Amigos, nom poss'eu negar, Senhor, veedes-me morrer e a primeira parte da cantiga U m'eu parti d'u m'eu parti.

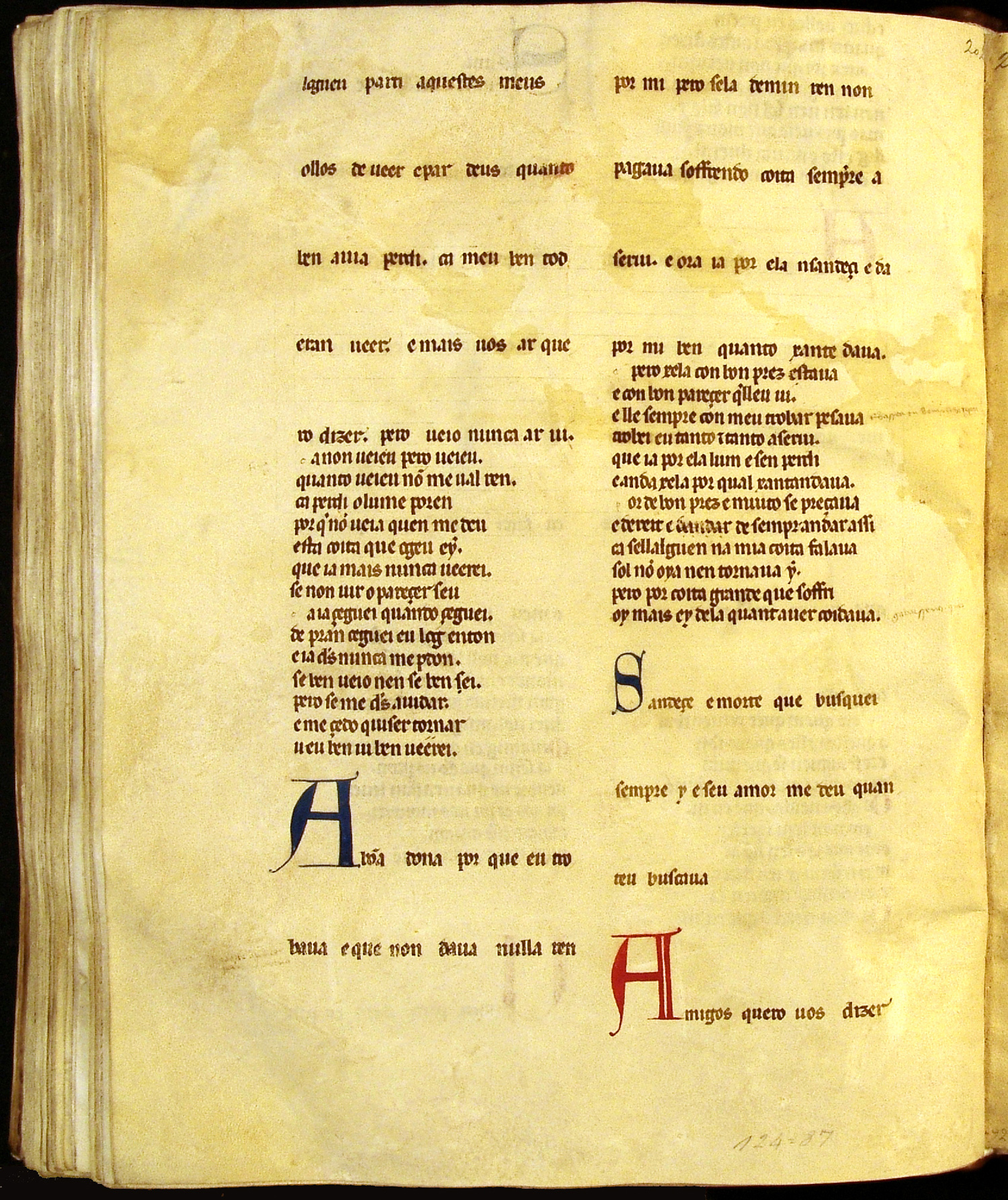
Fólio do Cancioneiro da Ajuda, que integra a segunda parte da cantiga U m'eu parti d'u m'eu parti, a cantiga A bõa dona por que eu trobava, e a primeira parte da cantiga Amigos, quero-vos dizer.

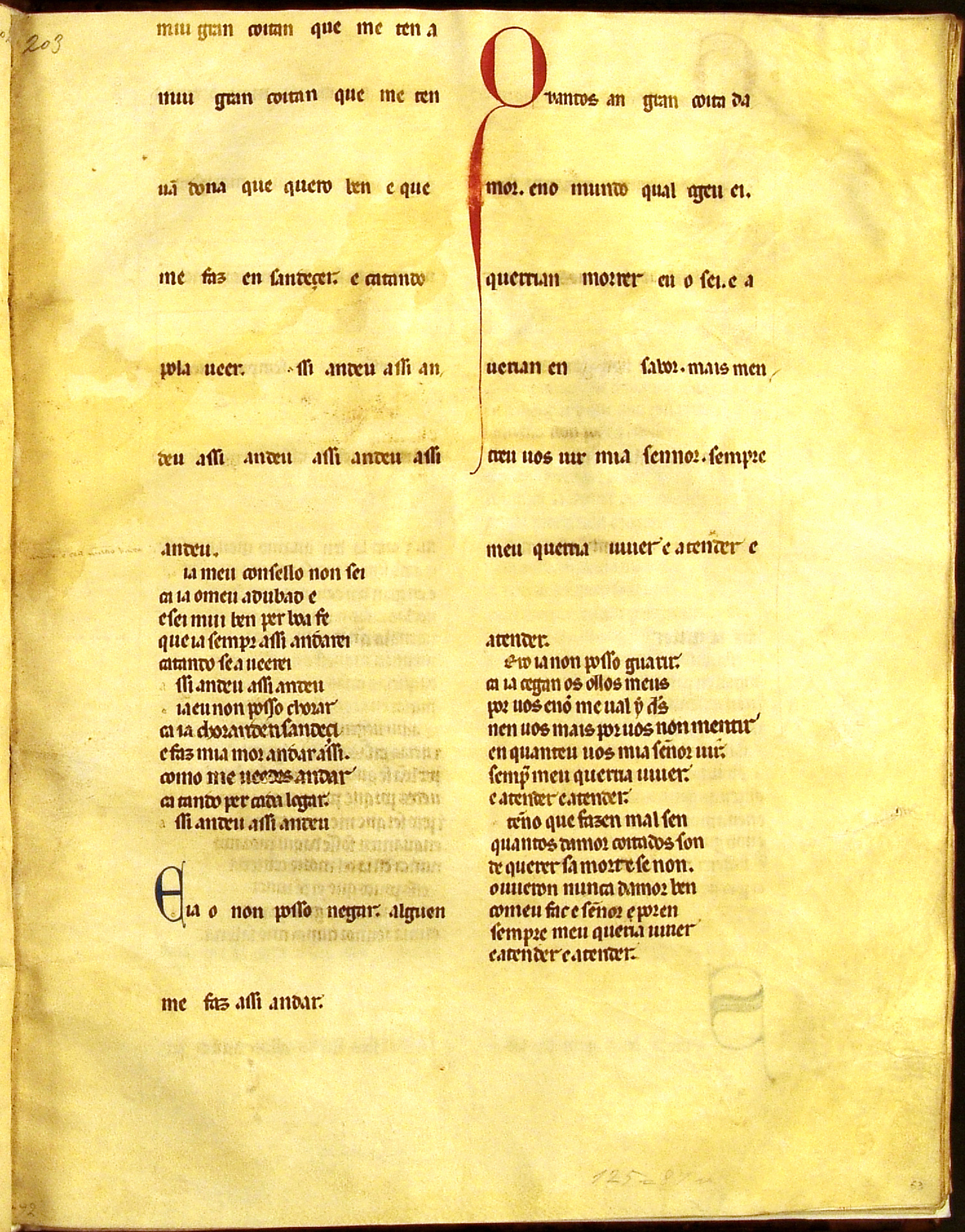
Fólio do Cancioneiro da Ajuda, que integra a segunda parte da cantiga Amigos, quero-vos dizer e a cantiga Quantos ham gram coita d'amor.

João Garcia de Guilhade deixou uma vasta obra escrita, sendo considerado um dos mais notáveis do períodoː conservam-se até hoje 53 textos deste autor (nos géneros de cantigas de amor, de amigo e de escárnio e maldizer) nos vários cancioneiros medievais portugueses. Cultivou, por vezes ironicamente, e de maneira deformada, os vários tipos de composição poética, destacando-se pelo seu humor, de que por vezes se torna ele próprio objeto. De estilo gracioso, introduziu ou desenvolveu de forma original alguns dos motivos da poesia trovadoresca.
- A bõa dona por que eu trobava (Texto na íntegra e Análise)
- A Dom Foam quer'eu gram mal (Texto na íntegra e Análise)
- A mia senhor já lh'eu muito neguei (Texto na íntegra e Análise)
- Ai amigas, perdud'ham conhocer (Texto na íntegra e Análise)
- Ai dona fea, fostes-vos queixar (Texto na íntegra e Análise)
- Amigas, o meu amigo (Texto na íntegra e Análise)
- Amigas, que Deus vos valha, quando veer meu amigo (Texto na íntegra e Análise)
- Amigas, tamanha coita (Texto na íntegra e Análise)
- Amigos, nom poss'eu negar (Texto na íntegra e Análise)
- Amigos, quero-vos dizer (Texto na íntegra e Análise)
- Cada que vem o meu amig'aqui (Texto na íntegra e Análise)
- Chus mi tarda, mias donas, meu amigo (Texto na íntegra e Análise)
- Cuidou-s'Amor que logo me faria (Texto na íntegra e Análise)
- Como se forom perder e matar (Deus! Texto na íntegra e Análise)
- Diss', ai amigas, dom J'am Garcia (Texto na íntegra e Análise)
- Dom Foam disse que partir queria (Texto na íntegra e Análise)
- Dona Ouroana, pois já besta havedes (Texto na íntegra e Análise)
- Elvira López, aqui noutro dia (Texto na íntegra e Análise)
- Elvira López, que mal vos sabedes (Texto na íntegra e Análise)
- Esso mui pouco que hoj'eu falei (Texto na íntegra e Análise)
- Estas donzelas que aqui demandam (Texto na íntegra e Análise)
- Estes meus olhos nunca perderám (Texto na íntegra e Análise)
- Fez meu amigo gram pesar a mi (Texto na íntegra e Análise)
- Fez meu amigo, amigas, seu cantar (Texto na íntegra e Análise)
- Foi-s'ora daqui sanhudo (Texto na íntegra e Análise)
- Fostes, amig', hoje vencer (Texto na íntegra e Análise)
- Gram sazom há que eu morrera já (Texto na íntegra e Análise)
- Lourenço jograr, hás mui gram sabor (Texto na íntegra e Análise)
- Lourenço, pois te quitas de rascar (Texto na íntegra e Análise)
- Martim jograr, ai Dona Maria (Texto na íntegra e Análise)
- Martim jograr, que gram cousa (Texto na íntegra e Análise)
- Morr'o meu amigo d'amor (Texto na íntegra e Análise)
- Muito te vejo, Lourenço, queixar (Texto na íntegra e Análise)
- Nunca [a]tam gram torto vi (Texto na íntegra e Análise)
- Ora quer Lourenço guarir (Texto na íntegra e Análise)
- Per bõa fé, meu amigo (Texto na íntegra e Análise)
- Par Deus, amigas, já me nom quer bem (Texto na íntegra e Análise)
- Par Deus, Lourenço, mui desaguisadas (Texto na íntegra e Análise)
- Par Deus, infançom, queredes perder (Texto na íntegra e Análise)
- Por Deus, amigas, que será, (Texto na íntegra e Análise)
- Quantos ham gram coita d'amor (Texto na íntegra e Análise)
- Que muitos me preguntarám (Texto na íntegra e Análise)
- Queixei-m'eu destes olhos meus (Texto na íntegra e Análise)
- Quer'eu, amigas, o mundo loar (Texto na íntegra e Análise)
- Sanhud'and[ad]es, amigo (Texto na íntegra e Análise)
- Se m'ora Deus gram bem fazer quisesse (Texto na íntegra e Análise)
- Senhor, veedes-me morrer (Texto na íntegra e Análise)
- Treides todas, ai amigas, comigo (Texto na íntegra e Análise)
- U m'eu parti d'u m'eu parti (Texto na íntegra e Análise)
- Um cavalo nom comeu (Texto na íntegra e Análise)
- Veestes-me, amigas, rogar (Texto na íntegra e Análise)
- Vi eu estar noutro dia (Texto na íntegra e Análise)
- Vi hoj'eu donas mui bem parecer (Texto na íntegra e Análise)
- Vistes, mias donas: quando noutro dia (Texto na íntegra e Análise)